# Terror in Oklahoma
Terror in Oklahoma (Originaltitel: Il terrore dell’Oklahoma) ist eine italienische Westernkomödie aus dem Jahr 1959. Der von Mario Amendola inszenierte Film mit Maurizio Arena in der Hauptrolle kam am 2. Dezember 1960 erstmals auch in Kinos des deutschsprachigen Raumes.

## Handlung
Das eigentliche friedliche Städtchen Rio Placido wird eines Tages von einer Bande Gesetzloser heimgesucht, die von einer Goldmine in der Nähe erfahren haben und nun alles daransetzen, die braven Bewohner des Ortes durch Schikane und Drohungen, Gewalt und Terror zum Fortzug zu bringen. Diese heuern jedoch den berühmten Schrecken von Oklahoma zu ihrer Verteidigung und zur Bekämpfung der Banditen an. Clay Nortons Mut steht allerdings in krassem Gegensatz zu seinem Ruhm; auch die erhoffte Unterstützung durch den furchtsamen Sheriff des Ortes entfällt. So kann Clay nur mit Hilfe einer Quäkerfamilie, die den Grundsatz der Gewaltlosigkeit über Bord wirft, die Banditen vertreiben und die Ruhe in Rio Placido wiederherstellen.

## Kritik
Mittelmäßige Kritiken für die Parodie auf amerikanische Western überall: Das Lexikon des internationalen Films sah „(e)ine mäßig erheiternde Western-Parodie mit komischer Übertreibung der genreüblichen Kampf-, Tanz- und Kneipenszenen“, die Segnalazioni Cinamtografiche eine „bescheidene Arbeit mit durchschnittlichen Leistungen der Darsteller und Regie.“